# Huntsville (Missouri)
Huntsville é uma cidade localizada no estado americano de Missouri, no Condado de Randolph.

## Demografia
Segundo o censo americano de 2000, a sua população era de 1553 habitantes.
Em 2006, foi estimada uma população de 1629, um aumento de 76 (4.9%).

## Geografia
De acordo com o United States Census Bureau tem uma área de
6,1 km², dos quais 6,1 km² cobertos por terra e 0,0 km² cobertos por água. Huntsville localiza-se a aproximadamente 213 m acima do nível do mar.

## Localidades na vizinhança
O diagrama seguinte representa as localidades num raio de 16 km ao redor de Huntsville.